# Drzewociny
Drzewociny (do 1928 Erywangród) – wieś w Polsce położona w województwie łódzkim, w powiecie pabianickim, w gminie Dłutów.
W latach 1975–1998 miejscowość administracyjnie należała do województwa piotrkowskiego.
Przed wojną wieś zamieszkana głównie przez Niemców, wówczas (do 1928) nazywana Erywangrodem.
Częścią wsi jest dawniej samodzielna wieś Mierzączka Mała.